# Tyndareos
Tyndareos (gr. Τυνδάρεως Tyndáreōs, łac. Tyndareus) – w mitologii greckiej król Sparty.
Uchodził za syna Perieresa i Gorgofony (według innej wersji Ojbalosa i Batei) oraz za męża Ledy i ojca Heleny, Kastora, Polideukesa, Klitajmestry, Timandry, Fojbe i Filonoe. Wypędzony przez swego brata, Hippokoona, odzyskał tron dzięki pomocy Heraklesa. Pod wpływem namowy Odyseusza zobowiązał zalotników (Odyseusza, Menesteusza, Ajaksa, Patroklosa, Idomeneusa oraz Menelaosa) starających się o rękę Heleny, że w razie potrzeby pospieszą na pomoc temu, kogo ona wybierze na męża.